# Guillaume Legrant
Guillaume Legrant (Guillaume Lemacherier, Le Grant) (fl. XV secolo) è stato un compositore e cantore francese, del primo rinascimento attivo nelle Fiandre, in Italia e in Francia. Egli fu fra i primi compositori di musica polifonica a distinguere, nei vari passaggi, fra voce solista e voci multiple per ogni parte da eseguire .

## Biografia
Nulla si conosce circa i primi anni della sua vita, ma il suo vero cognome (Lemacherier) suggerisce un'origine francese. La sua prima apparizione ufficiale è nel coro della chiesa di Bourges nel 1405. Nel 1407 diviene cappellano nella stessa chiesa e vi rimane fino al 1410. Negli otto anni seguenti non vi sono sue notizie a parte il fatto che si trova a Roma nell'ottobre del 1418 in veste di cantore nella cappella papale al tempo di Papa Martino V, dove rimane fino al 1421. Nonostante non vi siano segni di sua attività musicale in Francia, egli ricevette dei compensi dalla diocesi di Rouen. Poiché riscosse somme fino al 1449 si presume che fosse ancora vivo in quel tempo.
La musica di Legrant è raccolta nel Volume 11 del Corpus mensurabilis musicae. Sette suoi pezzi sono giunti fino a noi, di cui tre di musica sacra e quattro di musica profana. I pezzi di musica sacra comprendono due Credo di messa e un Gloria; questi sono i pezzi in cui si fa distinzione fra coro e parti solistiche.
I quattro pezzi di musica profana sono tutti nella forma del virelai, una delle forme fisse del tempo.  La maggior parte dei compositori del periodo usavano invece altre forme come il  rondeau, ma  Legrant sembra abbia preferito il virelai che veniva correntemente usato nel secolo precedente. Poiché dal 1420 pochissimi compositori usarono il virelai se ne deduce che le composizioni di Legrant possano essere precedenti (il virelai tornò di moda verso la fine del XV secolo nella musica di Antoine Busnois e Johannes Ockeghem).

## Opere
Virelai (tutti a tre voci)
- Pour l'amour de mon bel amy
- Ma chiere mestresse et amye
- Or avant, gentilz fillettes
- La doulce flour

Parti di messa (tutte a tre voci)
- Gloria
- Credo (I)
- Credo (II)